# Dark Lady
Dark Lady je jedenácté studiové album americké zpěvačky a herečky Cher, vydané v květnu roku 1974 společností MCA Records.

## O Albu
Třetí a zároveň poslední album u společnosti MCA bylo opět produkované Snuffem Garretem. O hudební aranžmá se postaral Al Capps.
Dark Lady je posledním albem, které bylo produkované v tehdy úspěšné televizní show The Sonny & Cher Comedy Hour. Ve stejném roce se Cher rozvedla se svým prvním manželem Sonnym Bonem, což zapříčinilo rozpad dvojice Sonny & Cher. Na určitý čas tak skončila jejich televizní i hudební kariéra. Po úspěchu předchozích studiových počinů produkované Snuffem Garretem, Dark Lady pokračovalo ve stejném stylu vyprávěcích balad. Tímto albem Cher přitáhla spoustu mladých fanoušků a to díky svému stylu "glamour popu". Zajímavostí je, že Dark Lady je také posledním studiovým albem Cher s čárkou nad písmenem "E" (tedy Chér), což se zopakovalo ještě na kompilačním albu Greatest Hits z konce stejného roku. Následující počiny už byly značené jako "Cher".
První skladbou alba je píseň "Train Of Thought" od Alana O'Daye. Tři skladby z alba napsal Johnny Durrill a poslední píseň "Apples Don't Fall Far From The Tree" napsal Bob Stone, který stojí za prvním úspěchem Cher ze sedmdesátých let, skladbou "Gypsies, Tramps & Thieves". Album také obsahuje dvě coververze, písně "What'll I Do" a "Rescue Me" z roku 1965 od Fontelly Bass. Cher také vzdává hold Bette Midler v retro skladbě "Miss Subway Of 1952".
Deska Dark Lady sklidila pozitivní hodnocení od hudebních kritiků. O mnoho let později, Peter Fawthrop z Allmusic ohodnotil album třemi hvězdičkami a označil jej za mnohem "pozitivnější" než předchozí "Half-Breed". Zároveň poznamenal, že Cher byly na počátku sedmdesátých let mnohem přirozenější a že je vždy zábavné poslouchat její coververze známých písní. Časopis Rolling Stones ve své recenzi o albu napsal, že by to konečně mohlo být to pravé, co Cher vynese mezi přední umělce, vyzdvihující její nezaměnitelný hlas, skvělé písně a vynikající produkci. Dodali, že se jedná o její nejlepší album od 3614 Jackson Highway z roku 1969. O Cher pak časopis napsal, že je to nejen velká osobnost, ale i zpěvačka s velkým repertoárem různých žánrů.
S prvním singlem Dark Lady vystoupila Cher v tehdy velmi úspěšné The Sonny & Cher Comedy Hour, vzniklo i zcela animované video. S dalšími singly nebo písněmi z alba nikdy nevystoupila.
Album slavilo pouze mírný úspěch. Na začátku června 1974 debutovalo v americké hitparádě na 191. místě. Nakonec dosáhlo nejvyššího místa 69. V Kanadě debutovalo na konci června na 98. místě, v červenci se vyšplhalo až na místo 33. Jako předchozí alba, Dark Lady se vůbec nedostalo do britské hitparády.
V srpnu 1993 bylo album společně s předchozím titulem "Half-Breed" vydáno na kompaktním disku pod názvem Half-Breed/Dark Lady, obsahující všechny písně z obou alb. Samotně deska Dark Lady na CD nikdy nevyšla.

## Singly
Album vyprodukovalo čtyři singly. Pilotním singlem se stala píseň "Dark Lady" a stala se jedním z největších hitů Cher vůbec. 23. března 1974 se v americkém Billboard Hot 100 píseň umístila na 1. místě a stala se tak třetí a zároveň poslední singlovou jedničkou Cher v sedmdesátých letech. Toto prvenství si Cher zopakuje za dlouhých 25 let s megahitem "Believe", což je jeden z rekordů Cher za nejdelší prodlevu singlů číslo jedna v Billboard Hot 100. V americkém žebříčku Adult Contemporary se singl umístil na 3. místě a ve Spojeném království na místě 36. Druhým singlem se stala píseň "Train Of Thought", která měla úspěch. V americkém Billboard Hot 100 se umístila na 27. místě a v žebříčku Adult Contemporary na místě 9. Krátce na to vyšel třetí singl "I Saw A Man And He Danced With His Wife". V americkém Billboard Hot 100 se umístila na 42. místě a v žebříčku Adult Contemporary na místě 3. Posledním komerčním singlem byla píseň "Rescue Me".

## Seznam skladeb
| Pořadí         | Název                                   | Autor                     | Délka |
| -------------- | --------------------------------------- | ------------------------- | ----- |
| 1.             | Train Of Thought                        | Alan O'Day                | 2:34  |
| 2.             | I Saw A Man And He Danced With His Wife | John Durrill              | 3:13  |
| 3.             | Make The Man Love Me                    | Cynthia Weil, Barry Mann  | 3:17  |
| 4.             | Just What I've Been Lookin' For         | Kenny O'Dell              | 2:36  |
| 5.             | Dark Lady                               | John Durrill              | 3:26  |
| 6.             | Miss Subway of 1952                     | Mary F. Cain              | 2:16  |
| 7.             | Dixie Girl                              | John Durrill              | 3:26  |
| 8.             | Rescue Me                               | Carl Smith, Raynard Miner | 2:22  |
| 9.             | What'll I Do                            | Irving Berlin             | 2:28  |
| 10.            | Apples Don't Fall Far From The Tree     | Bob Stone                 | 3:21  |
| Celková délka: | Celková délka:                          | Celková délka:            | 28:59 |

## Obsazení
- Cher – zpěv

Technická podpora
- Snuff Garrett – producent
- Lennie Roberts – zvukový inženýr
- Al Capps – pomoc s aranžmá
- Richard Avedon – fotograf
- Calvin Klein – šaty

## Umístění
| Umístění (1974) | Pozice |
| --------------- | ------ |
| Kanada          | 33     |
| USA             | 69     |
| Austrálie       | 86     |